# Ambaixada de França a Itàlia
L'Ambaixada de França a Itàlia (en italià ambasciata di Francia in Italia, en francès ambassade de France en Italie) és la representació diplomàtica de la República francesa primer al Regne d'Itàlia i després a la República Italiana. Té la seu central a Roma, a la piazza Farnese, on ocupa el Palazzo Farnese. Des del 2012, l'ambaixada francesa a Itàlia també gestiona les relacions diplomàtiques entre França i la República de San Marino.

## Seu
El Palazzo Farnese també alberga la residència de l'ambaixador i l'École française de Rome (l'escola francesa d'història i arqueologia de Roma). El Consolat de França es troba al número 251 de la Via Giulia, darrere del mateix Palazzo Farnese.

## Història
L'edifici va néixer de l'ambició d'Alexandre Farnesi (1468-1549), convertit en cardenal i posteriorment papa, que volia una residència a l'altura del seu poder i de la mida de la seva descendència. Diversos arquitectes, inclòs Miquel Àngel, es van succeir per dur a terme aquesta obra que no es va acabar fins al 1603, passant el palau als descendents de Farnese, el seu net Alessandro "el jove" i després el seu besnet Odoardo, tots dos cardenals. No obstant això, rarament es va habitar, el poder es trobava llavors a Parma i no a Roma. Aleshores va ser lloat amb freqüència, al segle xvii, per il·lustres francesos, com Jean du Bellay, oncle del poeta, Alphonse de Richelieu, germà del primer ministre, el duc de Chaulnes, el duc d'Estrées o el marquès de Lavardin.
Al segle xviii, el palau va entrar al patrimoni dels Borbons de Nàpols. Els ambaixadors de França o de Nàpols van venir a fer espectacles pirotècnics, per enlluernar la Cort. El 1818, el rei Ferran I s'hi va instal·lar i va realitzar les primeres grans obres des de la construcció de l'edifici.
El 1874 França va obtenir el Palazzo Farnese en lloguer de Francesco II, l'últim rei, a l'exili, de les Dues Sicílies, i hi va instal·lar l'ambaixada. Anteriorment, als segles XVII i XVIII, alguns ambaixadors dels reis de França a l'Estat papal hi van residir diverses vegades.
Convertit en la capital d'Itàlia, el diplomàtic francès Emmanuel de Noailles, primer ambaixador francès al nou regne, es va dedicar a buscar una residència adequada per a la seva ambaixada. L'acord es va concloure ràpidament amb el propietari, el rei exiliat Francesc II de les Dues Sicílies.
El 1911 el palau fou comprat pel govern francès per 3,4 milions de francs. El govern italià va tornar a comprar l'edifici el 1936, llogant-lo immediatament al francès per un període de 99 anys amb un lloguer simbòlic d'una lira. Mútuament, en les mateixes condicions, França va arrendar l'Hôtel de La Rochefoucauld-Doudeauville, al 7è districte de París número 47, carrer de Varenne, a Itàlia per establir l'ambaixada italiana a França.

## Ambaixadors de França al Regne de Sardenya
Al Regne de Sardenya, a Torí:
- 1820-18?? : Frédéric-Séraphin de La Tour du Pin
- 1830-1836: Prosper Brugière de Barante

## Ambaixadors de França a Itàlia

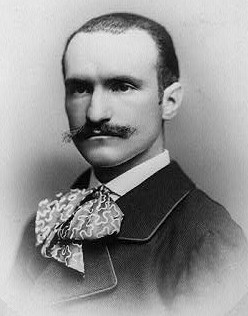
El marquès de Noailles, primer ambaixador de França al Regne d'Itàlia

Ambaixadros de França a Roma:
| De   | A            | Ambaixador                            |
| ---- | ------------ | ------------------------------------- |
| 1875 | 1882         | Emmanuel Henri Victurnien de Noailles |
| 1882 | 1886         | Albert Decrais                        |
| 1886 | 1888         | Comte de Moüy                         |
| 1888 | 1890         | Jean-Baptiste Mariani                 |
| 1890 | 1897         | Albert Billot                         |
| 1897 | 1924         | Camille Barrère                       |
| 1924 | 1927         | René Besnard                          |
| 1927 | 1932         | Maurice Delarue Caron de Beaumarchais |
| 1933 | 1933         | Henry de Jouvenel                     |
| 1933 | 1936         | Conte Charles de Chambrun             |
| 1936 | 1938         | Camille Blondel                       |
| 1938 | 1940         | André François-Poncet                 |
| 1944 | 1946         | Maurice Couve de Murville             |
| 1946 | 1946         | Alexandre Parodi                      |
| 1946 | 1947         | Georges Balaÿ                         |
| 1947 | 1957         | Jacques Fouques-Duparc                |
| 1957 | 1962         | Gaston Palewski                       |
| 1962 | 1967         | Armand Bérard                         |
| 1967 | 1972         | Étienne Burin des Roziers             |
| 1972 | 1975         | Charles Lucet                         |
| 1975 | 1981         | François Puaux                        |
| 1981 | 1982         | Jacques Senard                        |
| 1982 | 1984         | Gilles Martinet                       |
| 1984 | 1988         | Jacques Andréani                      |
| 1988 | 1991         | Gilbert Pérol                         |
| 1991 | 1993         | Philippe Cuvillier                    |
| 1993 | 1995         | Jean-Louis Lucet                      |
| 1995 | 1998         | Jean-Bernard Mérimée                  |
| 1998 | 2002         | Jacques Blot                          |
| 2002 | 2005         | Loïc Hennekinne                       |
| 2005 | 2007         | Yves Aubin de La Messuzière           |
| 2007 | 2011         | Jean-Marc de La Sablière              |
| 2011 | 2014         | Alain Le Roy                          |
| 2014 | 2017         | Catherine Colonna                     |
| 2017 | en el càrrec | Christian Masset                      |

## Consolats
A més del de Roma, hi ha altres tres consolats generals de França a Itàlia, amb seu a Torí, Nàpols i Milà, també que diversos cònsols honoraris ubicats a:
- Consolat General de Roma:
  - Laci • Toscana • Úmbria • Marques • Abruzes • Sardenya • San Marino

- Consolat General de Milà
  - Llombardia • Emília-Romanya • Vèneto • Trentino Alto Adige • Friül-Venècia Júlia • Ligúria • Piemont, Vall d'Aosta

- Consolat general de Nàpols
  - Campània • Molise • Pulla • Basilicata • Calàbria • Sicília

### Comunitat francesa
El nombre de francesos que viuen a Itàlia s'estima en 70.000. El 2016, 44.112 es registraren als registres consulars a Itàlia. El 2015, els 46.113 registrats es distribuïen així entre els quatre districtes consulars: Roma: 15.978 • Milà: 18.085 • Nàpols: 3.425 • Torí: 8.625.

### Circumscripcions electorals
Després de la llei de 22 de juliol de 2013 reformant la representació de francesos establerts fora de França amb l'establiment de Consell consular dins de missions diplomàtiques, els nacionals francesos d'Itàlia elegeixen consellers consulars durant sis anys en cadascun dels districtes electorals següents:
1. Roma, Nàpols, La Valletta (Malta) i Ciutat del Vaticà (Vaticà): 5 consellers;
2. Milà, Torí i Gènova: 5 consellers.

Aquests tenen tres funcions:
1. són funcionaris elegits localment per a francesos a l'estranger;
2. pertanyen a un dels quinze districtes electorals que elegeixen entre ells els membres de l'Assemblea de Francesos a l'estranger;
3. s'uneixen al col·legi electoral que elegeix els senadors que representen els francesos que viuen fora de França. Per tal de respectar la representativitat demogràfica, s'elegeixen dos delegats consulars als dos districtes electorals (un al 1r i un al 2n) per completar aquest col·legi electoral.

Per a l'elecció a l'Assemblea de Francesos a l'estranger, Itàlia va pertànyer fins al 2014 a la circumscripció electoral deRoma que comprèn també Malta, San Marino i el Vaticà, i designa quatre escons. Itàlia pertany ara al districte electoral "Europa del Sud" la capital del qual és Roma i que nomena cinc dels seus 21 consellers consulars per formar part dels 90 membres de l'Assemblea de Francesos a l'estranger.
Per a l'elecció de diputats dels francesos que viuen a l'estranger, Itàlia depèn de la 8a circumscripció.